# Berky
Die BERKY GmbH (ehemals Anton Berkenheger GmbH & Co. KG) ist ein deutsches Unternehmen, das Maschinen und Arbeitsgeräte sowie Nutzfahrzeuge und Spezialboote, hauptsächlich für die Gewässerunterhaltung, herstellt. Sitz der Firma und der Produktionsstätte ist Haren (Ems) im Emsland.

## Geschichte

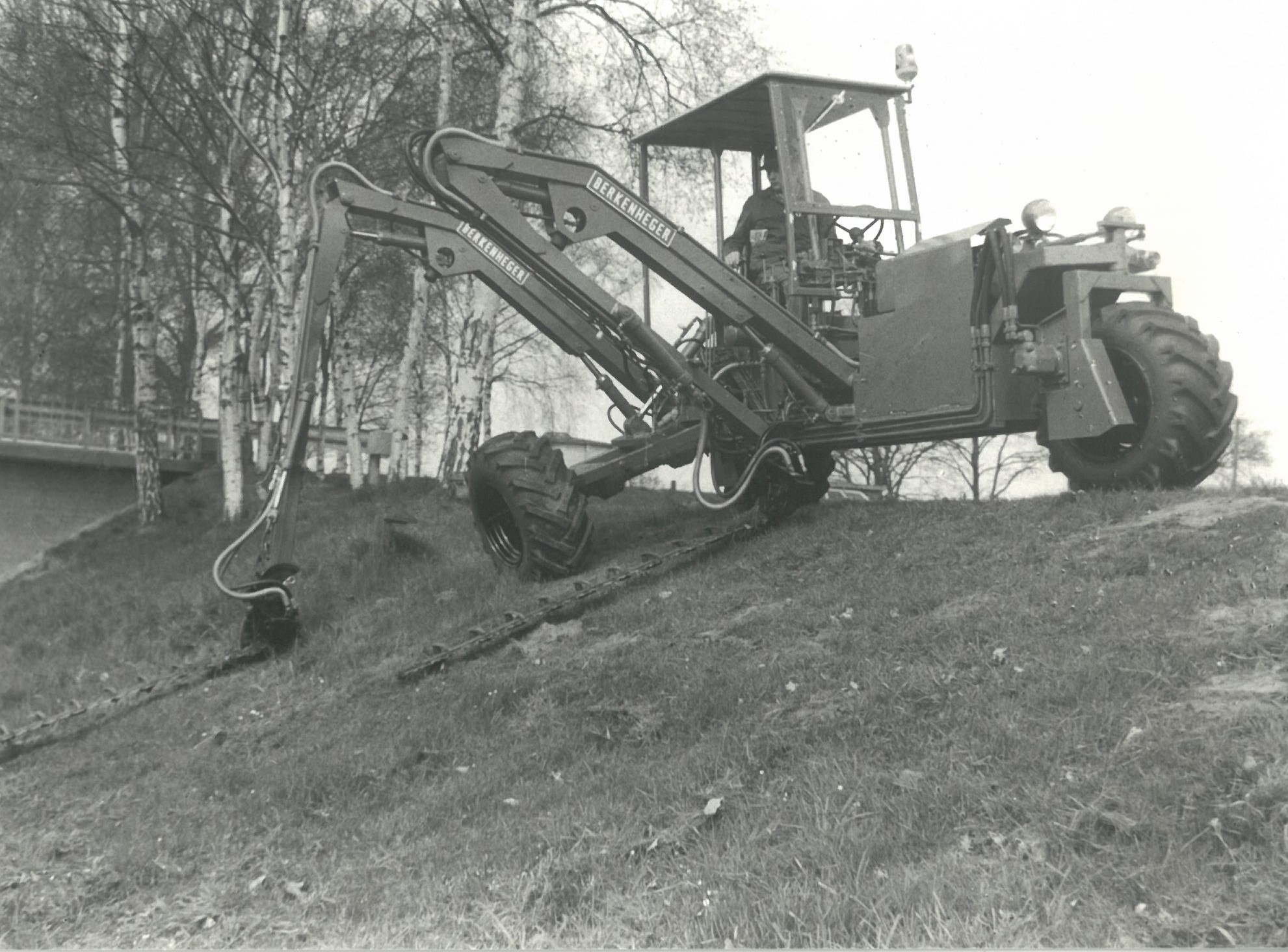
Vorgängermodell des heute produzierten Böschungsmähers

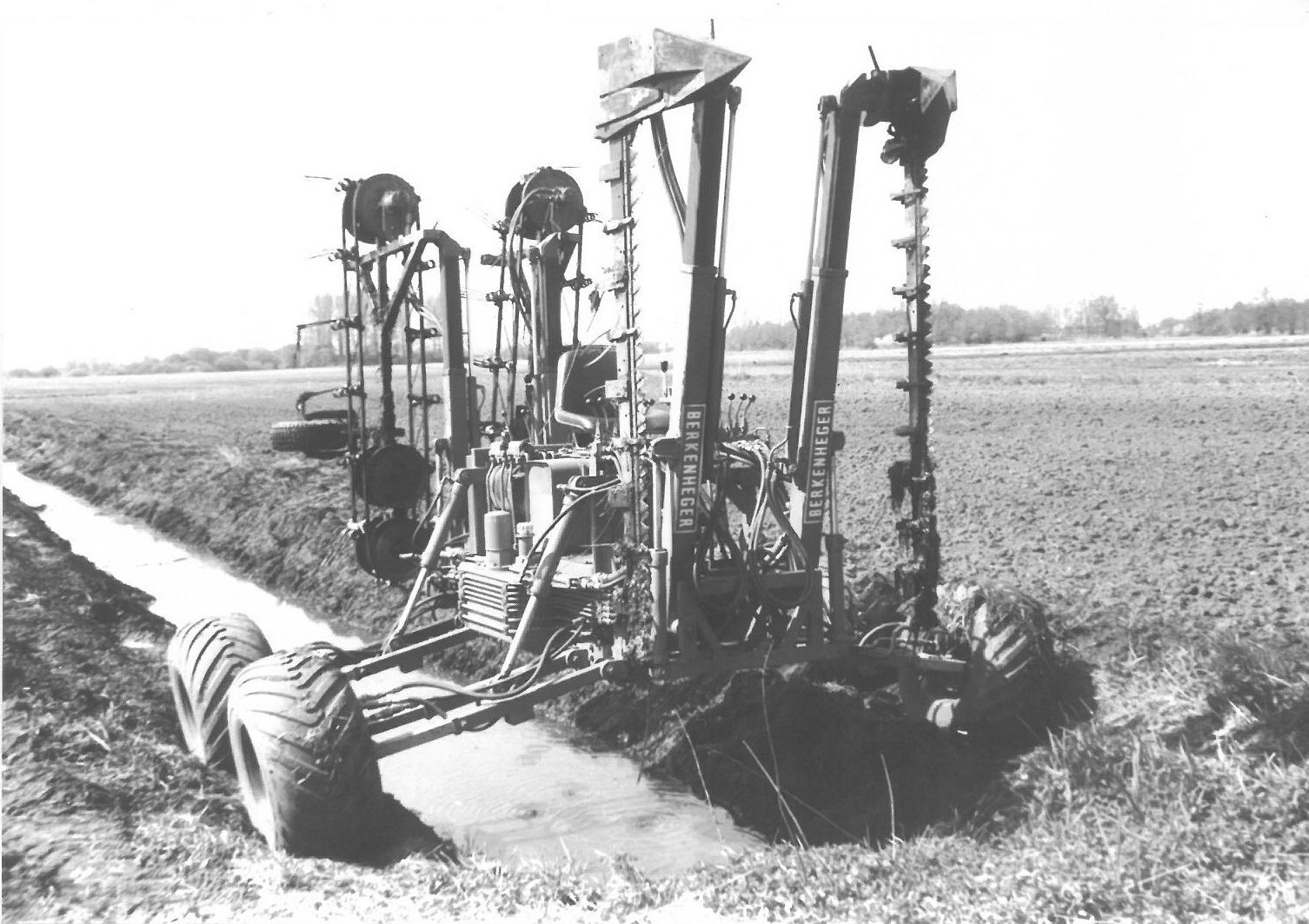
Böschungsmäher aus dem Jahre 1980

Der Mitbegründer, Landwirt und Verbandsvorsteher des Wasser- und Bodenverbands Meersbach, Anton Berkenheger erhielt im Jahre 1963 das erste Patent auf eine hydraulische, dreirädrige Spezialmaschine, die zur Mahd an Grabenböschungen eingesetzt werden sollte. Zusammen mit dem Tiefbauunternehmer Gerhard Knoll und dem Volkswirt Josef Göcking gründete er die Anton Berkenheger & Co. KG in Haren-Erika und beschäftigte 1968 bereits 15 Mitarbeiter.
Im selben Jahr zog das Unternehmen in eine Fertigungshalle am Harener Hafen um. Im Jahre 1977 wurde für die Firma eine neue Fertigungshalle in Haren-Emmeln mit einer Gesamtfläche von 1.500 m² für Produktion, Lager und Büro errichtet und in den folgenden Jahren auf eine Fläche von insgesamt etwa 3.000 m² erweitert. Bis Mitte der 1980er Jahre stellte die Firma bereits Böschungsmäher, Schlepper-Anbaugeräte, Mähboote, Geländestapler und Spindelmäher her und vertrieb diese in Deutschland.
Ab den 1990er Jahren wurde der Vertrieb der Spezialfahrzeuge und Maschinen auch auf das Ausland ausgeweitet. Ende 2015 schloss sich die Firma Senwatec der Anton Berkenheger Group an. Dadurch konnten zukünftig weitere Spezialboote, wie etwa amphibische Saugbagger-Boote produziert werden. Das Unternehmen Gilbers aus Geeste wurde 2019 ebenfalls Teil von Berky. Durch diese Übernahme wurden zusätzliche Mahd-Maschinen und Anbaugeräte, wie etwa Mulcher und Balkenmäher produziert.

## Maschinen

### Fahrzeuge
Zu den von Berky produzierten Landfahrzeugen zählt ein dreirädriger Böschungsmäher, welcher speziell für die Grabenräumung und Böschungsmahd konzipiert wurde. Das Spezialfahrzeug weist eine schmale Spurbreite auf und wird daher etwa an eng angrenzenden landwirtschaftlichen Gewässern und Gräben eingesetzt. Der Böschungsmäher verfügt über bis zu drei Doppelmesser-Mähwerken und kann, je nach Einsatzgebiet, auch mit einem zusätzlich montierten Mulcher, Kreiselrechen oder mit einer Räumharke betrieben werden.
In der Vergangenheit produzierte die Firma den Berky-Trac, einen selbstfahrenden Schlepper. Durch den schwenkbaren Auslege-Arm und durch eine drehbare Fahrerkabine waren Arbeiten links- und rechtsseitig von der Maschine möglich. Ähnlich wie beim Böschungsmäher konnten an den Ausleger verschiedene Arbeitsgeräte, wie Mulcher, Mähkorbe, Astscheren oder Baumsägen, montiert und eingesetzt werden.

### Boote

#### Mäh- und Mähsammelboote

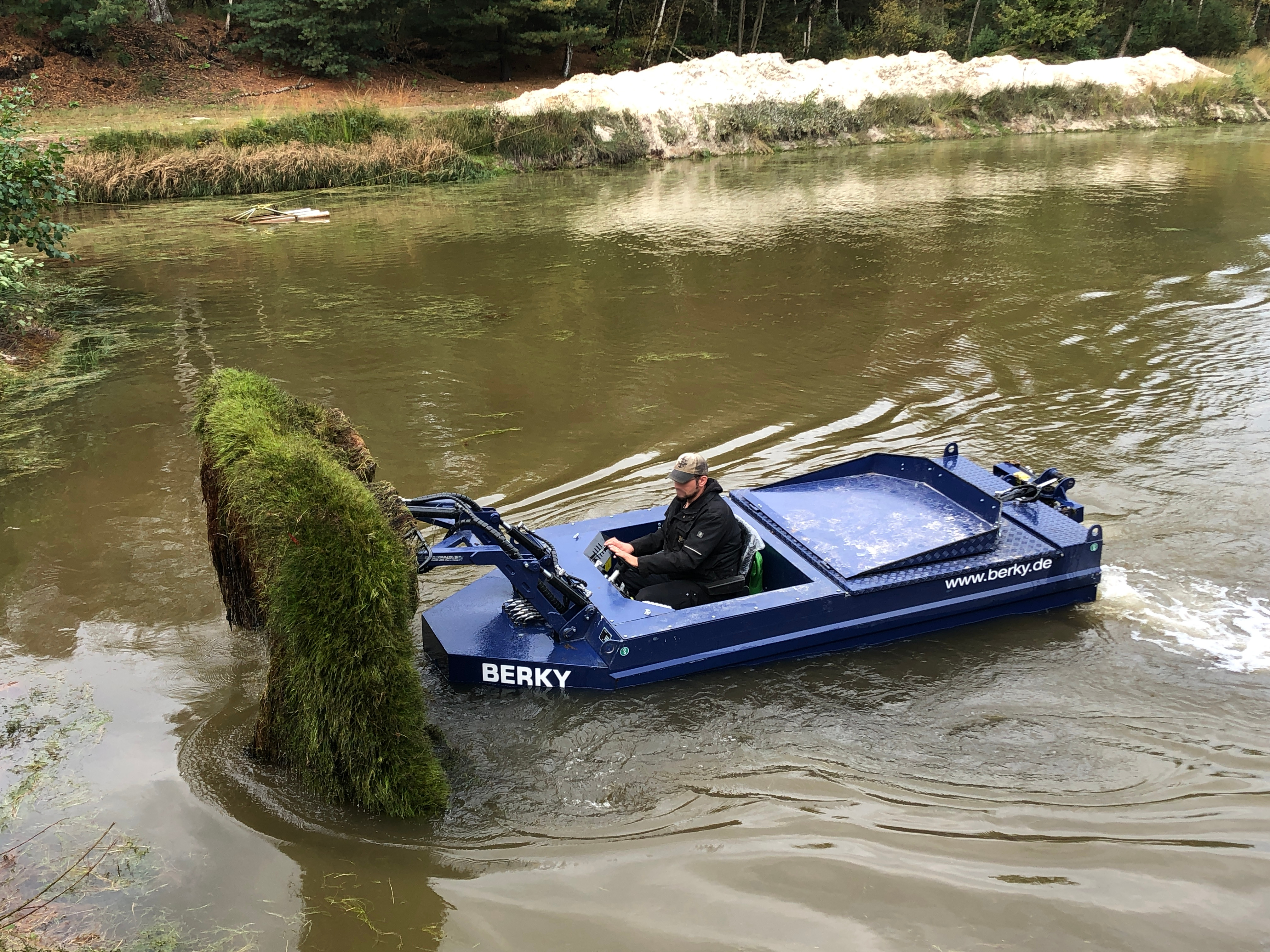
Mähboot mit Frontsammelharke

Berky produziert eine Reihe von Mäh- und Mähsammelbooten. Während Mähboote mit Arbeitsgeräten, wie einem T-Schneidwerk oder einer Frontsammelharke, zum Schneiden und Absammeln von krautigen Wasserpflanzen ausgestattet werden können, sind Mähsammelboote in der Lage, mittels U-förmigem Doppelmesseraufbaus, Wasserpflanzen an der Bootsfront zu schneiden und gleichzeitig über ein in das Wasser ragendes Frontförderband auf einer Ladefläche zu sammeln. Im Umkehrweg kann das gesammelte Pflanzenmaterial am Ufer über das Förderband abgeladen werden.

#### Entschlammungs- bzw. Saugbagger-Boote
Durch den Zusammenschluss mit der Firma Senwatec werden seit 2015 auch Entschlammungsboote hergestellt. Die Spezialboote können ebenfalls mit verschiedenen Werkzeugen, wie etwa Schaufellöffel oder Bohrköpfen am Ausleger ausgestattet werden. Letzterer wird zum Abpumpen von Gewässer-Sediment verwendet, um beispielsweise Gewässer zu vertiefen, Sedimentablagerungen und Schlammschichten abzutragen, oder um mit Schadstoffen kontaminierte Gewässergründe zu reinigen. Über einen am Boot angeschlossenen Schlauch kann das gesammelte Sediment an das Ufer transportiert und beispielsweise in Schläuchen aus speziellen Filter-Textilstoffen, sogenannten Geotubes, gesammelt werden. Die Saugbagger verfügen über mehrere hydraulische Stützen, mit denen sie sich einerseits während des Saugvorgangs bzw. der Arbeiten am Gewässergrund stabilisieren, andererseits aber auch am Ufer fortbewegen und selbstständig verladen können.

#### Spezial-Müllsammelboote
Durch die Anwendung und Nutzung von Mähsammelbooten, insbesondere im asiatischen Raum, wurde festgestellt, dass sich die Spezialboote auch zur Gewässerreinigung und Plastikmüll-Entfernung eignen. Im Zuge dessen wurden die Mähsammelboote zu speziellen Müllsammelbooten umfunktioniert. Der auf der Wasseroberfläche aufschwimmende Müll wird, ähnlich wie beim Absammeln von Wasserpflanzen, über das in das Wasser ragende Förderband aufgefangen und auf die Ladefläche des Bootes transportiert. Heutzutage werden Müllsammelboote weltweit, zum Beispiel in der Slowakei oder in Jamaica eingesetzt.

### Amphibische Fahrzeuge
Zu einer weiteren Art der Spezialmaschinen der Firma zählen die amphibischen Boote. Berky produziert sowohl ein mit Kettenantrieb ausgestattetes Mähboot, als auch ein auf Ketten fahrendes Mähsammelboot. Beide Boote können sich selbständig an Land fortbewegen, in das Gewässer gelangen, sumpfige und flache Bereiche befahren und das Gewässer wieder verlassen. Das amphibische Mähboot ist zusätzlich mit einem schwenkbaren Ausleger ausgestattet, an dem verschiedene Arbeitsgeräte montiert werden können.

### Arbeitsgeräte
Außerdem stellt die Firma auch Arbeitsgeräte für die Gewässerunterhaltung her. Neben Geräten zur Mahd, wie etwa Doppelmesser-Mähwerke, Mulcher oder Mähkörbe, werden auch Maschinen zur Gehölzpflege, wie beispielsweise Astscheren und Baumsägen produziert. Auch zum Bewegen von Bodenmassen, sowie zur Entschlammung von Gewässern und für Abbrucharbeiten, stellt Berky spezielle Arbeitsgeräte her.

### Galerie

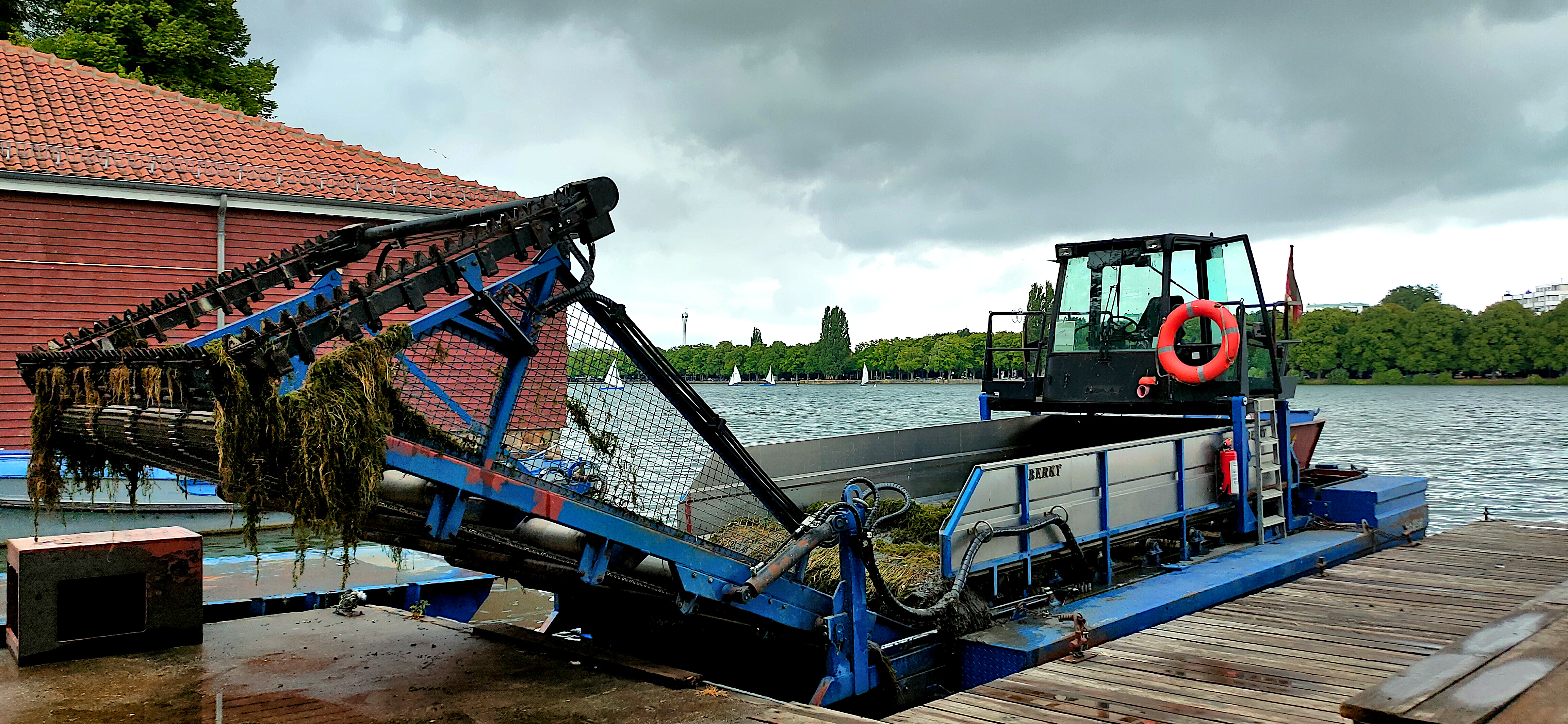
Mähsammelboot
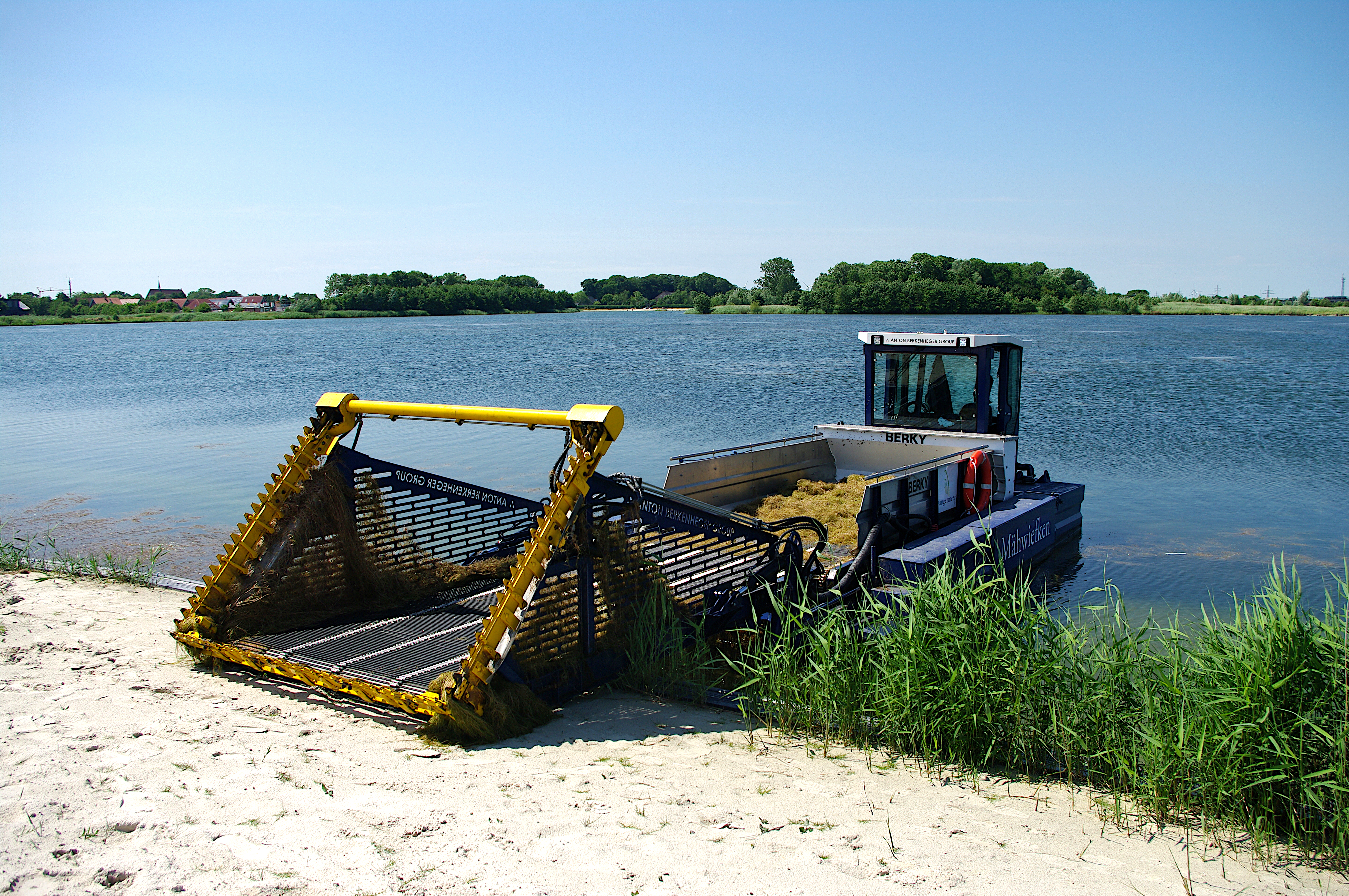
Kleines Mähsammelboot mit U-förmigen Doppelmesser-Schneidwerk
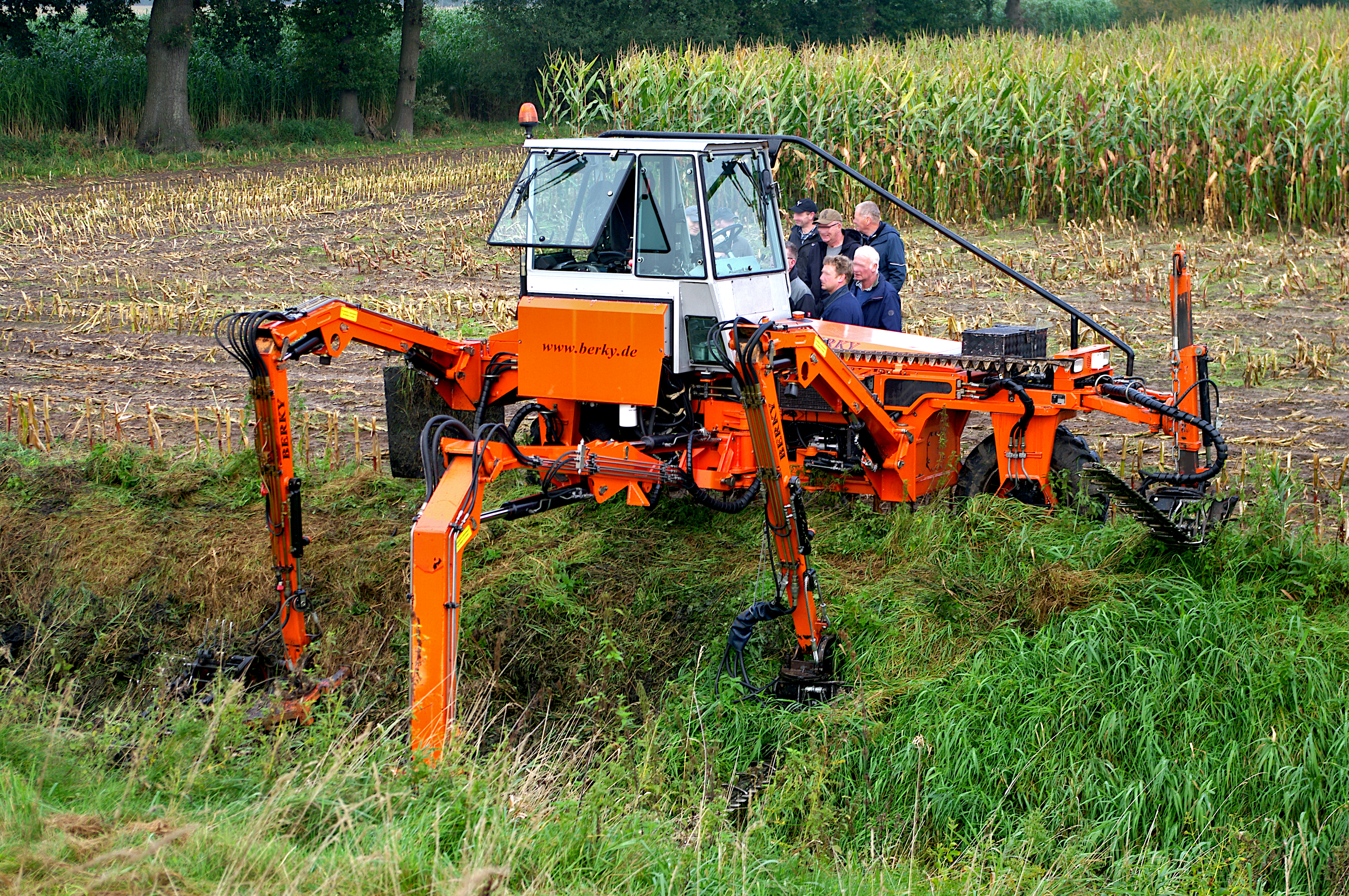
Dreirädriger Böschungsmäher
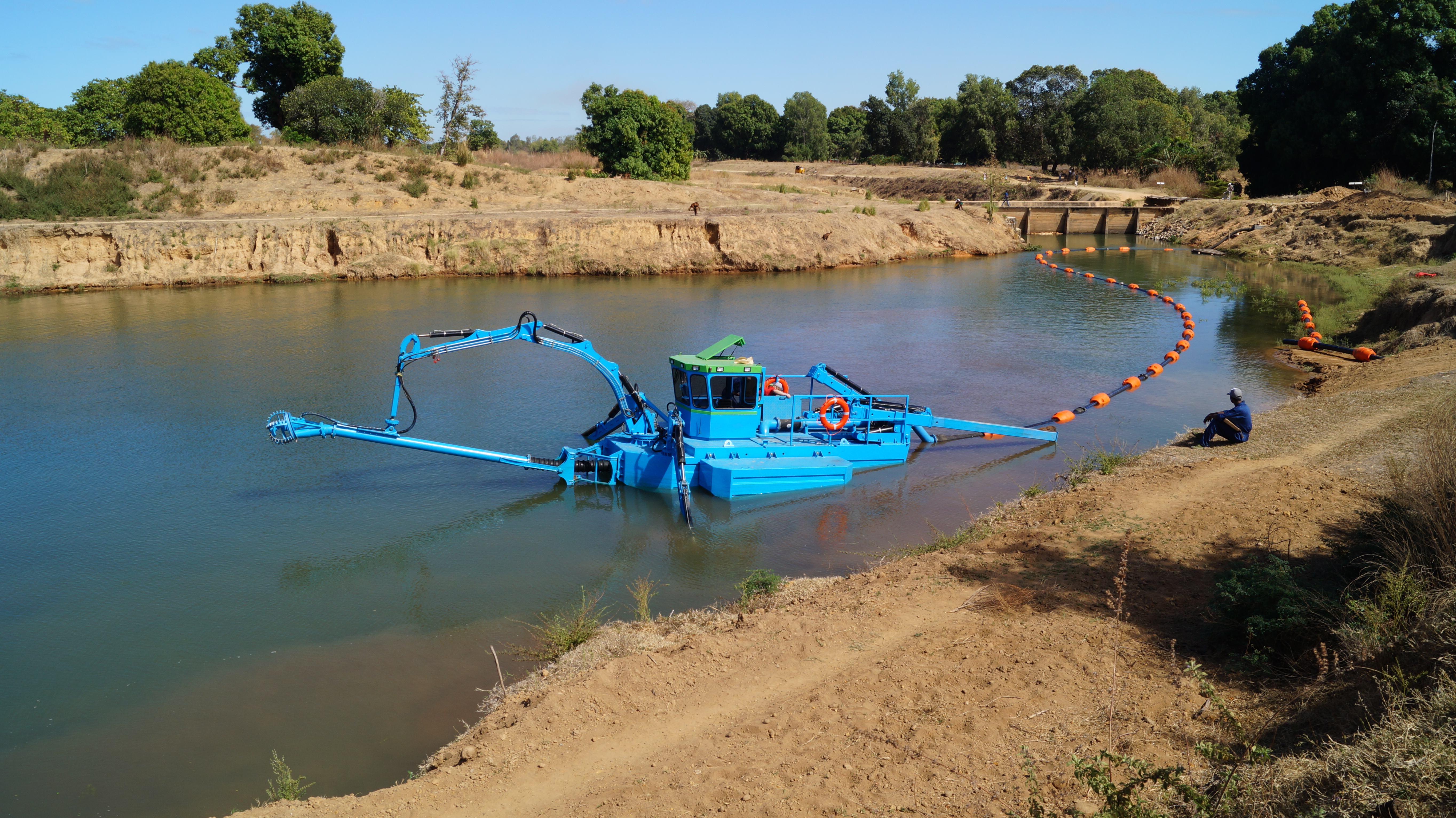
Entschlammungsboot mit hydraulischen Stützen und Förderschlauch
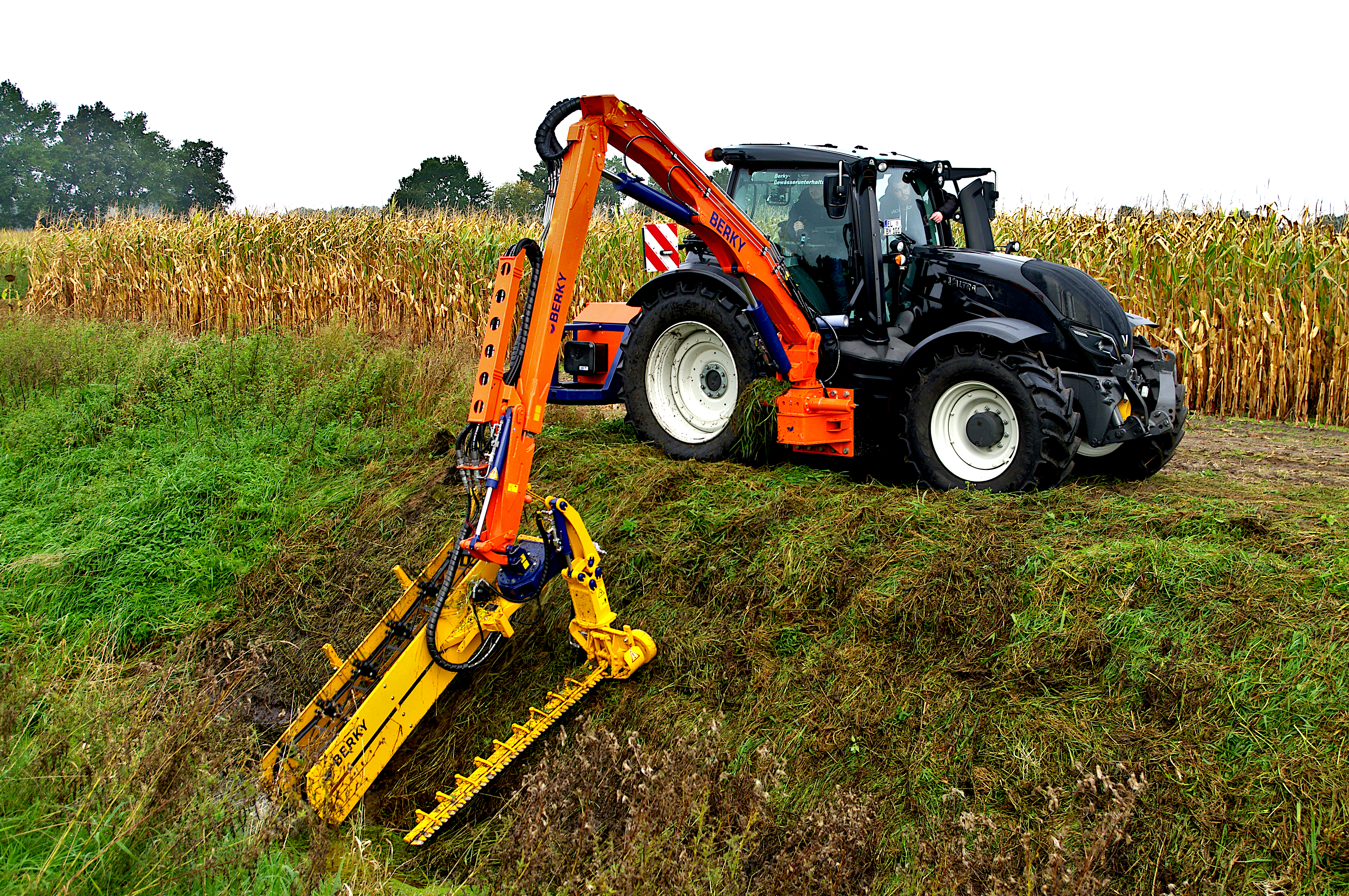
Mäh-Hark-Kombination am Zwischenachsanbau
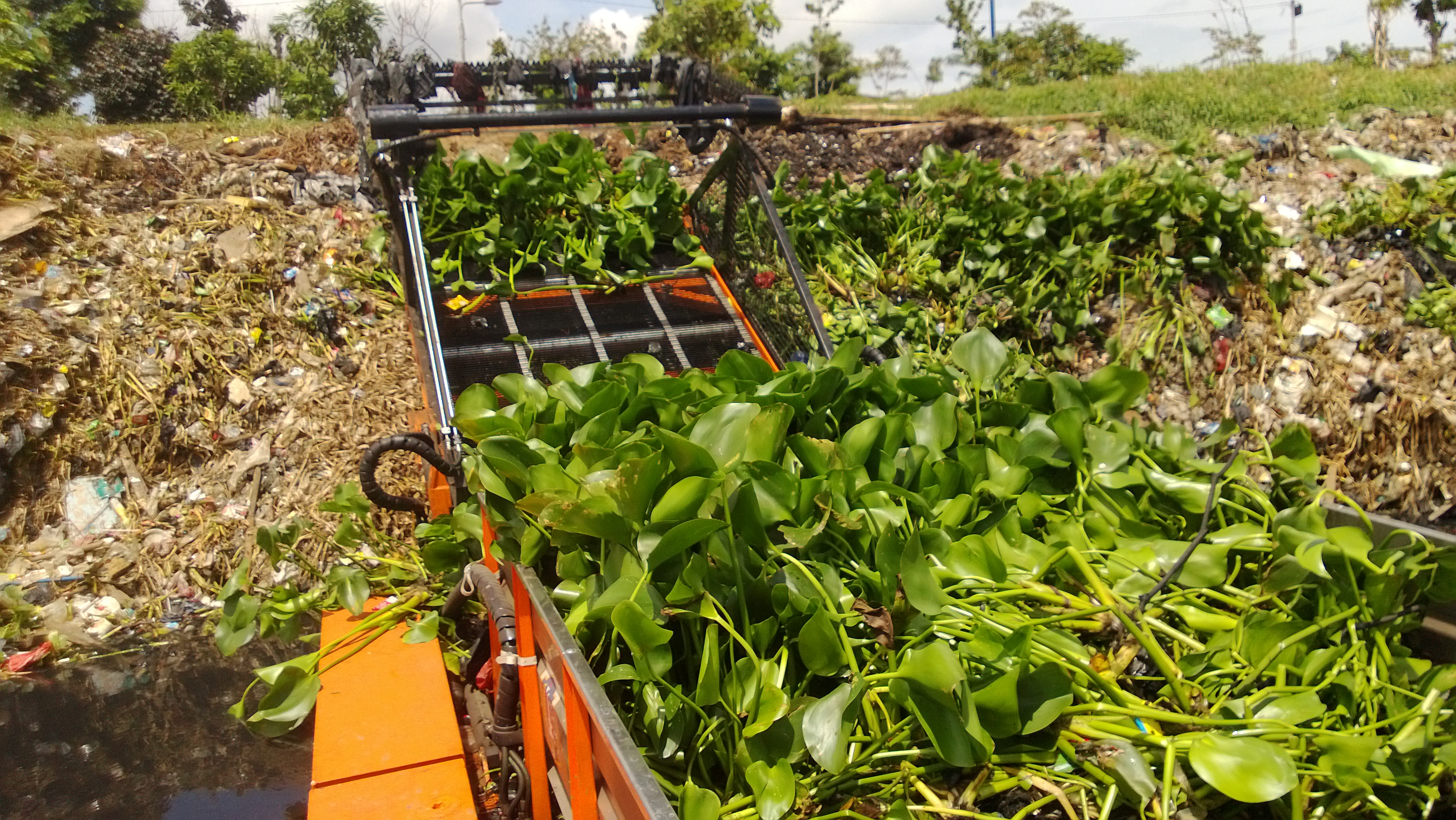
Mähsammelboot beim Abladen der Dickstieligen Wasserhyazinthe
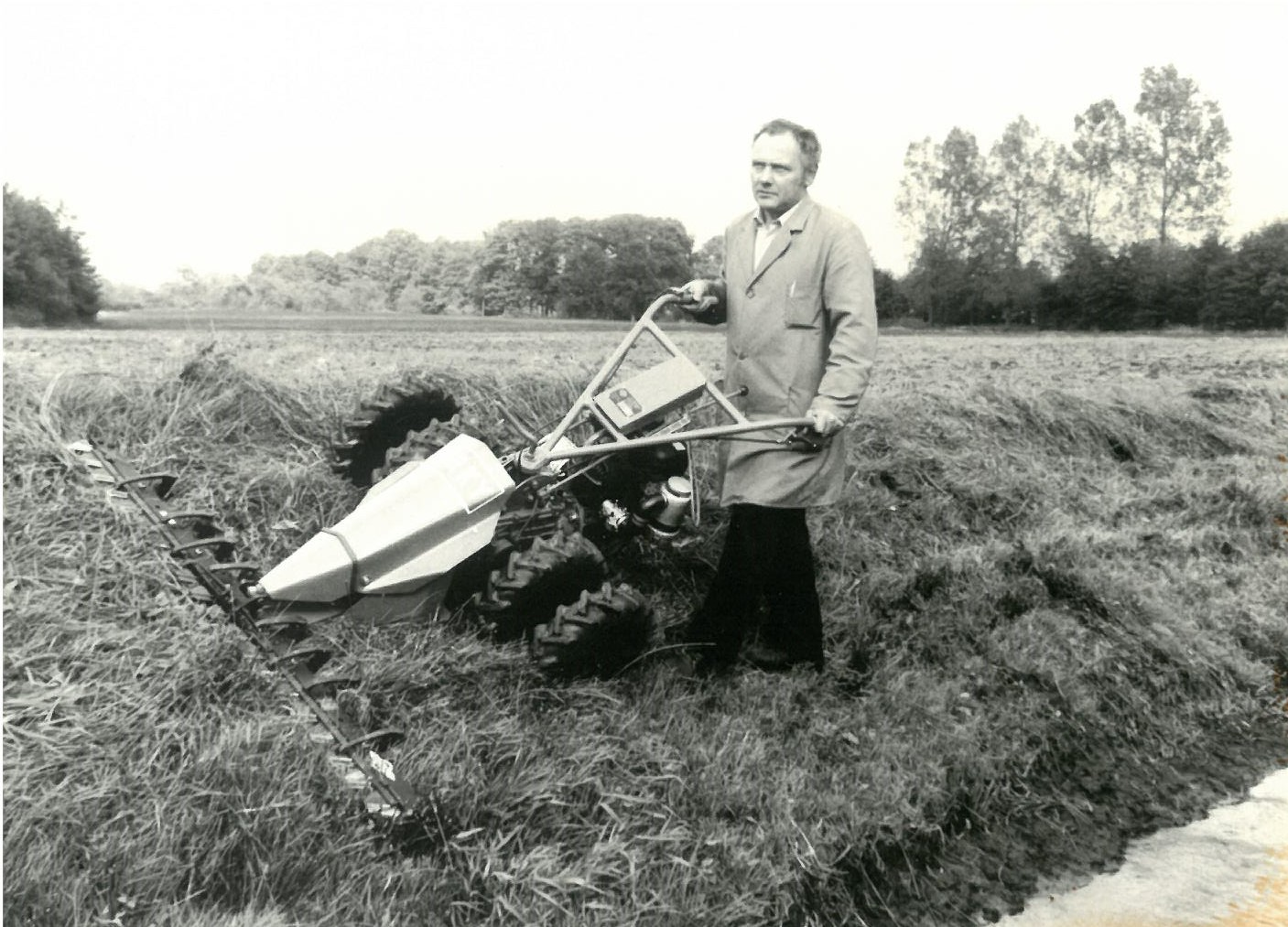
Ehemals produzierter, handgeführter Balkenmäher
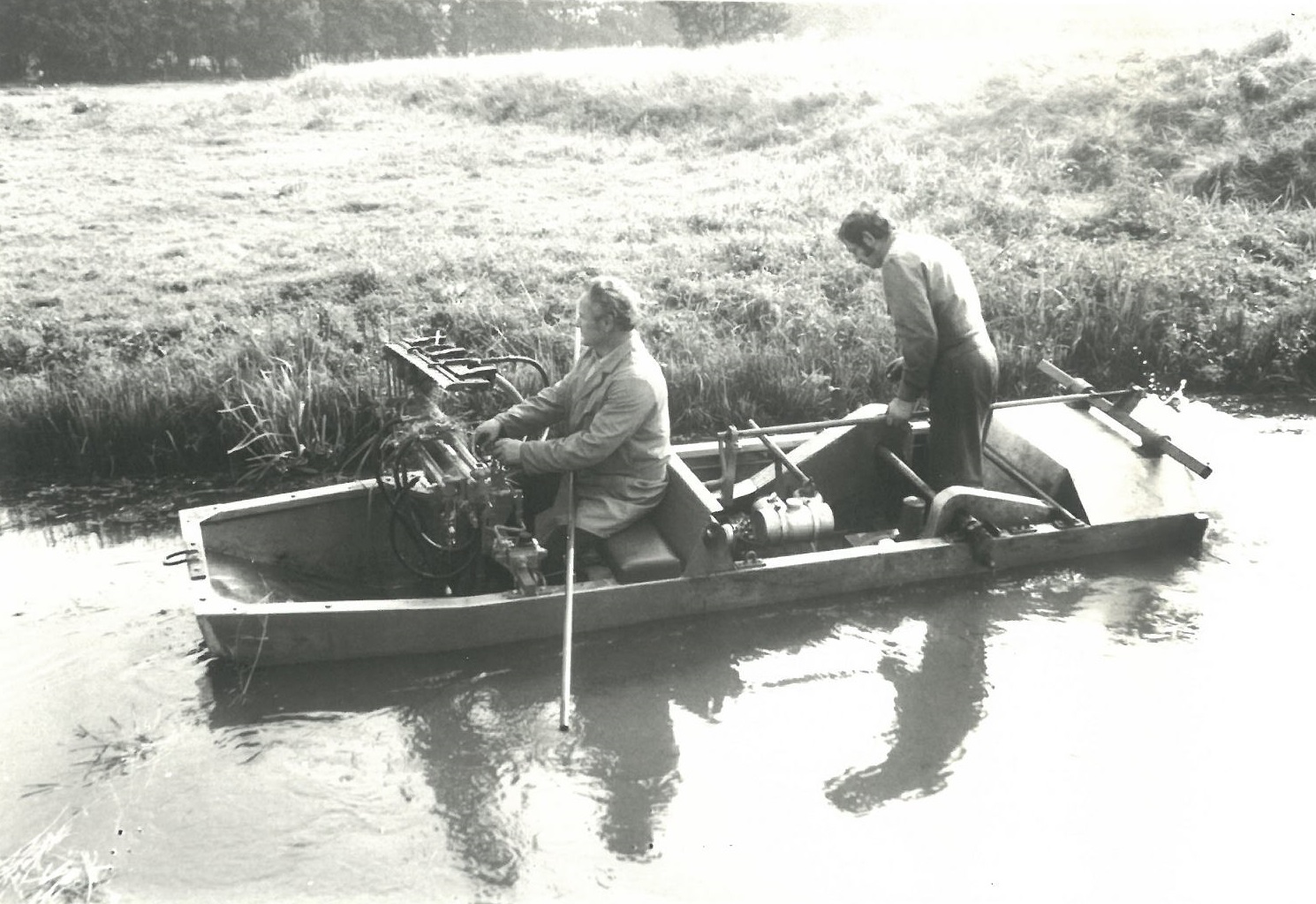
Vorgänger des heute produzierten Mähbootes